# Tragedia na Przełęczy Diatłowa
Tragedia na Przełęczy Diatłowa, śmierć grupy Diatłowa (ros. Гибель тургруппы Дятлова) – wydarzenie, które miało miejsce prawdopodobnie w nocy z 1 na 2 lutego 1959 roku, na wschodnim stoku góry Chołatczachl (ros. Холатчахль), na Uralu Północnym. Dziewięcioro uczestników studenckiej wyprawy w góry Uralu poniosło śmierć w niewyjaśnionych do dziś okolicznościach. Na cześć przywódcy wyprawy, Igora Diatłowa, przełęcz, w pobliżu której doszło do tragedii, nazwano Przełęczą Diatłowa.

## Uczestnicy wyprawy
23 stycznia 1959 roku grupa dziewięciu studentów i absolwentów Uralskiego Instytutu Politechnicznego w Swierdłowsku (obecnie Jekaterynburg) wyruszyła na narciarską wyprawę w północną część Uralu, w towarzystwie 37-letniego przewodnika Siemiona Zołotariowa. Celem wyprawy był szczyt Otorten; planowana trasa w porze zimowej oznaczona była jako trasa trzeciej, najtrudniejszej kategorii. Wszyscy uczestnicy ekspedycji mieli duże doświadczenie w podobnych wyprawach i byli przygotowani na niezwykle surowe warunki, jakie oczekiwały ich zimą w górach Uralu. Igor Diatłow planował wyprawę do Arktyki i traktował wypady podobne do wyprawy w okolice Otortenu jako przygotowanie do arktycznej podróży.
W skład ekspedycji wchodzili:
- Igor Diatłow (Игорь Дятлов) – ur. 13 stycznia 1936 roku, student piątego roku Wydziału Radiotechnicznego, 23 lata;
- Zinaida Kołmogorowa (Зинаида Колмогорова) – ur. 12 stycznia 1937 roku, studentka piątego roku Wydziału Radiotechnicznego, 22 lata;
- Ludmiła Dubinina (Людмила Дубинина) – ur. 12 maja 1938 roku, studentka czwartego roku Wydziału Budownictwa, 21 lat;
- Aleksandr Kolewatow (Александр Колеватов) – ur. 16 października 1934 roku, student czwartego roku Wydziału Fizyczno-Technicznego, realizujący studia w trybie indywidualnym, zatrudniony w Instytucie 3394 w Moskwie[1][2], 25 lat;
- Rustem Słobodin (Рустем Слободин) – ur. 11 stycznia 1936 roku, inżynier[3], absolwent Wydziału Mechaniki, zatrudniony w zakładzie atomowym Majak[4], 23 lata;
- Gieorgij Jurij Kriwoniszczenko (Георгий Юрий Кривонищенко) – ur. 7 lutego 1935 roku, inżynier[3], absolwent Wydziału Budownictwa, zatrudniony w zakładzie atomowym Majak, brał udział w usuwaniu skutków katastrofy kysztymskiej[1][2], 24 lata;
- Jurij Doroszenko (Юрий Дорошенко) – ur. 29 stycznia 1938 roku, student czwartego roku Wydziału Radiotechnicznego, 21 lat;
- Nikołaj Tibo-Brińol (Николай Тибо-Бриньоль) – ur. 5 lipca 1935 roku na terenie łagru w Osinnikach, w którym zamknięto jego ojca[5], inżynier budownictwa, absolwent Wydziału Budownictwa, zatrudniony w zakładzie atomowym Majak[1], 24 lata;
- Siemion Zołotariow (Семён Золотарёв) – ur. 2 lutego 1921 roku, jedyny uczestnik wyprawy o niejasnej przeszłości[6]. W niektórych dokumentach podawano jego imię jako Aleksandr. Podawał się za instruktora Kourowskiej bazy turystycznej oraz byłego sierżanta Armii Radzieckiej[7]. W 2018 roku na podstawie badań DNA stwierdzono, że w jego grobie został pochowany mężczyzna o nieustalonej tożsamości[8][9];
- Jurij Judin (Юрий Юдин) – wówczas student ekonomii, 21 lat. Był uczestnikiem wyprawy, jednak odłączył się od grupy w Iwdelu, gdy przyznał się do swoich problemów zdrowotnych[6]. Zmarł 27 kwietnia 2013 roku w wieku 76 lat[10] i zgodnie z jego ostatnią wolą został pochowany 4 maja w Jekaterynburgu na cmentarzu Michajłowskim, w miejscu gdzie spoczywają ciała uczestników wyprawy[11].

## Przebieg wyprawy
Celem wyprawy było zdobycie dwóch szczytów Uralu Północnego – góry Otorten i Ojka-Czakur. 8 stycznia 1959 roku zgodę na wyprawę wydała Komisja Tras Turystycznych w Swierdłowsku. Ekspedycja została zorganizowana z okazji XXI zjazdu partii, który odbywał się w Moskwie od 27 stycznia do 5 lutego 1959 roku. Trasa wyprawy liczyła ponad 300 kilometrów. Po opuszczeniu ostatnich zamieszkałych osad turyści poruszali się po ziemiach należących do ludu Mansów oraz terenach administracyjnie należących do Iwdelłagu, to jest sieci łagrów, podlegających pod miasto Iwdel.
23 stycznia 1959 roku uczestnicy wyprawy wyjechali pociągiem ze Swierdłowska, 24 stycznia dotarli do miasta Sierow (Серов), a następnie do miasta Iwdel w obwodzie swierdłowskim u wschodnich podnóży gór Ural. Następnego dnia ciężarówka zabrała studentów do miejscowości Wiżaj (Вижай) – najdalej wysuniętej na północ miejscowości w tym rejonie. 26 stycznia z Wiżaju grupa, na odkrytej przyczepie samochodu ciężarowego dotarła do osady o nazwie 41. Odcinek, zamieszkałej przez drwali i geologów. Po przenocowaniu, 27 stycznia wyprawa wyruszyła w stronę góry Otorten. Następnego dnia Jurij Judin zachorował i musiał zawrócić do Wiżaju, podczas gdy reszta kontynuowała wyprawę. Jak się wkrótce okazało, Judin był jedynym członkiem wyprawy, który pozostał przy życiu.
Na podstawie prowadzonego przez turystów dziennika wiadomo, że 28 stycznia poruszali się wzdłuż rzeki Łozwy, 29 stycznia i 30 stycznia – wzdłuż rzeki Auspii. 31 stycznia ekspedycja dotarła do granicy lasu. Członkowie wyprawy zbudowali mały schron, gdzie pozostawili zapasy żywności na drogę powrotną, po czym kontynuowali podróż. Wieczorem 1 lutego dotarli na zbocze góry Chołatczachl (w języku miejscowych Mansów nazwa ta oznacza „Martwa Góra”, co ma związek z faktem, że na nieporośniętym lasem wzniesieniu nie ma zwierząt). Pierwotnie wyprawa planowała ominąć tę górę i przejść przez położoną nieopodal przełęcz. Z uwagi jednak na pogarszającą się pogodę, zboczyli z kursu i znaleźli się na zboczu góry, gdzie postanowili rozbić obóz i przeczekać złe warunki atmosferyczne.

## Poszukiwania

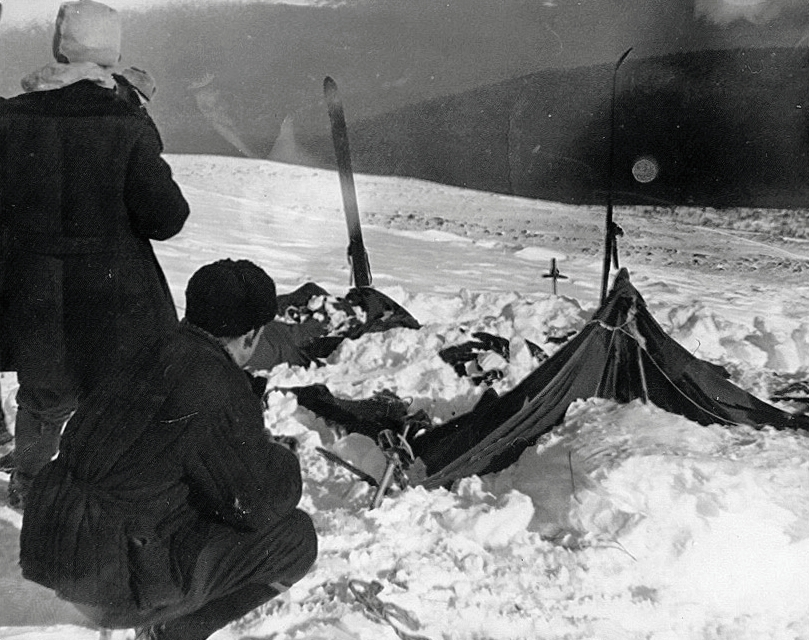
Namiot grupy Diatłowa, znaleziony przez ratowników 26 lutego 1959

Zgodnie z wcześniejszymi ustaleniami Diatłow po powrocie z góry Otorten miał wysłać znajomym telegram z zawiadomieniem o sukcesie wyprawy. Według planu ekspedycja miała powrócić do Wiżaju najpóźniej 12 lutego. Brak wieści od grupy zaniepokoił krewnych. 
Rozpoczęcie poszukiwań opóźniło się na skutek kilku czynników: 
- Brak mapy z naniesionym planem wyprawy[15][16]. Było to powodowane tym, że Diatłow uzyskał zgodę na wyprawę i obiecał dostarczyć mapę później, czego ostatecznie nie zrobił;
- Trudności organizacyjne
- Niechęć lokalnych władz partyjnych. Wypadek grupy mógłby stawiać władze partii w złym świetle, zwłaszcza w obliczu planowanego XXI zjazdu partii[6].
- Opieszałość i lekkomyślność władz uczelni
- Zakazu lotów nad strefą wojskową Północnego Uralu[1][17].

Harmonogram akcji poszukiwawczej:
- 21 lutego – Uralski Instytut Politechniczny na żądanie rodzin uczestników wyprawy rozpoczął gromadzenie ochotników do ekspedycji ratunkowej.
- 23 lutego – członków ekipy poszukiwawczej przewieziono samolotem z lotniska w Swierdłowsku do lotniska w mieście Iwdel, a następnie do różnych miejsc tajgi uralskiej, gdzie spodziewano się odnaleźć grupę turystów.
- 26 lutego – ekipa poszukiwawcza znalazła namiot grupy Diatłowa, jedna z jego ścian była rozcięta – jak potem ustalono – od wewnątrz.
- 27 lutego – ratownicy dotarli do ściany lasu na dole zbocza. Pod cedrem odnaleźli szczątki małego ogniska oraz zwłoki Kriwoniszczenki i Doroszenki, bose i ubrane jedynie w bieliznę. Podczas drogi powrotnej do namiotu odnaleziono w śniegu kolejno ciała Diatłowa (300 m od sosen), Słobodina (480 m) i Kołmogorowej (630 m). Pozy, w jakich ich znaleziono, wskazywały, że próbowali oni powrócić do namiotu. Badania ciał wskazały, że wszystkie pięć osób zmarło z powodu hipotermii – zamarzło na śmierć. Jedna z osób miała lekko pękniętą czaszkę, jednak zdaniem anatomopatologów nie było to obrażenie zagrażające życiu.
- 4 maja – po długich poszukiwaniach, w położonym nieopodal jarze odnaleziono pod warstwą śniegu cztery pozostałe ciała. W tym przypadku zwłoki miały poważne obrażenia: Tibo-Brińol miał strzaskaną czaszkę, zaś Zołotariow i Dubinina zmiażdżone klatki piersiowe.

## Przebieg tragedii
Z uwagi na brak świadków wydarzenia, ustalenie przebiegu tragedii było możliwe tylko na podstawie indukcji i oglądu miejsca tragedii. Dokładna data ani godzina wydarzeń nie jest znana. W toku śledztwa nie udało się precyzyjnie wyjaśnić, co i dlaczego ofiary robiły przed śmiercią.
Ślady wskazywały, że członkowie ekspedycji byli zmuszeni nagle opuścić namiot. Pomimo że temperatura tamtej nocy wynosiła między −15 a −18 °C, część z nich była częściowo rozebrana, niektórzy byli boso bądź mieli założony tylko jeden but. Z przeprowadzonej ekspertyzy wynika, że namiot turystów został w dwóch miejscach przecięty nożem od wewnątrz. Od namiotu prowadziły ślady stóp, kierujące się w stronę przeciwnego brzegu przełęczy i odległego o mniej więcej półtora kilometra cedru na krawędzi lasu, jednak po 500 metrach ślady te zniknęły pod śniegiem. Członkowie ekipy poszukiwawczej nie byli zgodni, czy ślady zostały zostawione przez 8 czy 9 osób. Pod cedrem znaleziono ślady ogniska. Z drzewa obłamano gałęzie do wysokości 4 metrów, na korze znajdowały się ślady krwi i wyszarpanych tkanek miękkich. Z niewyjaśnionych przyczyn ofiary ścięły nożem około 20 choinek i zaciągnęły je po ziemi do jaru, w głębi lasu, a następnie ułożyły je na ziemi w formie prostokąta. Rzeczy turystów znaleziono w namiocie oraz w śniegu, niedaleko od miejsc, w których odkryto zwłoki.

## Przyczyny śmierci ofiar
W toku śledztwa przeprowadzono sekcje zwłok ofiar. Na ich podstawie wyprowadzono następujące wnioski:
- Igor Diatłow – przyczyna śmierci: hipotermia[20][2].
- Zinaida Kołmogorowa – przyczyna śmierci: hipotermia[21][2].
- Ludmiła Dubinina – przyczyna śmierci: kłuta rana serca, krwotok do jamy opłucnej (1,5 litra krwi), wewnętrzne krwawienia klatki piersiowej, powstałe na skutek wielokrotnych złamań żeber[22][2].
- Aleksandr Kolewatow – przyczyna śmierci: hipotermia[23][2].
- Rustem Słobodin – pęknięcie kości czołowej czaszki, które przyczyniło się do utraty przytomności i hipotermii[24][2].
- Gieorgij Jurij Kriwoniszczenko – przyczyna śmierci: hipotermia[25][2].
- Jurij Doroszenko – przyczyna śmierci: hipotermia[26][2].
- Nikołaj Tibo-Brińol – złamanie podstawy czaszki, wieloelementowe i rozległe złamania kości czaszki, obfity krwotok do opon mózgowych oraz wbicie fragmentów złamanej czaszki w opony mózgowe[27][2].
- Siemion Zołotariow – krwotok do jamy opłucnej (litr krwi), wewnętrzne krwawienia klatki piersiowej, powstałe na skutek wielokrotnych złamań żeber[28][2].

Większość ofiar miała niewielkie obrażenia zewnętrzne, takie jak: siniaki, zadrapania, skaleczenia oraz odmrożenia palców dłoni lub dłoni i stóp. U Zinaidy Kołmogorowej oraz Rustema Słobodzina śledczy stwierdzili ślady krwotoku z nosa, u Gieorgija Kriwoniszczenki i Jurija Doroszenki ślady poparzeń od ognia, które najprawdopodobniej powstały podczas próby rozpalenia ogniska i dokładania chrustu.
Ciała ofiar znalezionych w jarze nosiły ślady rozkładu i procesów gnilnych, powstałych na skutek kilkutygodniowego przebywania w śniegu i wodzie. Należały do nich urazy i braki tkanek miękkich z obrębu twarzy, brak gałek ocznych, ubytki tkanek miękkich powstałe na odsłoniętych partiach ciała. Zdaniem specjalistów, przeprowadzających sekcję zwłok, były to zmiany pośmiertne, bez związku z przebiegiem tragedii, których bezpośrednią przyczynę stanowiły roztopy śniegu i oddziaływanie wody na ciała ofiar.

## Śledztwo i akta sprawy
Pierwszym prokuratorem przypisanym do sprawy tragedii grupy Diatłowa był Wasilij Tiempałow, ówczesny prokurator w Iwdelu. Prowadzone przez niego śledztwo było bardzo pobieżne i niedokładne. Tiempałow nie zbadał faktu, że członkowie grupy poszukiwawczej, którzy jako pierwsi dotarli na miejsce, zabrali przedmioty z namiotu turystów do przejrzenia, a później odkładali je w przypadkowy sposób. Na podstawie błędnego układu wszystkich znalezisk formułował hipotezy, które nie mogły pokrywać się z rzeczywistością. Na przykład błędnie wysnuł wniosek, że alkohol został spożyty przez turystów, podczas, gdy członkowie grupy poszukiwawczej sami się przyznali po latach do jego spożycia.
Śledztwo w sprawie tragedii przejęła prokuratura w Swierdłowsku. Dochodzeniem kierował prokurator Lew Iwanow. Sprawa miała charakter kryminalny, protokół zamknięcia dochodzenia został sporządzony 28 maja 1959 roku i w sposób jednoznaczny nie wskazywał przyczyny tragedii. Znajduje się w nim adnotacja o osobach ukaranych za błędy w organizacji wypraw turystycznych i niewystarczającą kontrolę nad ekspedycjami. Według oficjalnej wersji przyczyną śmierci członków wyprawy było „działanie potężnej siły”.
Akta śledcze zostały objęte zamkniętą klauzulą na 50 lat, co oznacza w praktyce, że od 28 maja 1959 roku do 28 maja 2009 roku dostęp do nich nie był możliwy lub wymagał specjalnej zgody prokuratury. Obecnie dokumenty śledcze sprawy „o śmierci turystów w rejonie góry Otorten” znajdują się w Państwowym Archiwum Obwodu Swierdłowskiego w Jekaterynburgu. Część dokumentów została sporządzona odręcznym pismem. W aktach znajdują się protokoły sporządzone przez śledczych, mapy, telegramy oraz protokoły zeznań świadków.
Śledztwo prokuratury w Swierdłowsku było przedmiotem krytyki wielu badaczy tragedii. Podnoszono między innymi kwestię braku specjalistycznych analiz i pobieżnego potraktowania sprawy. Na podstawie dokładnej analizy zawartości akt śledczych wiadomo, że prokuratura zleciła przeprowadzenia wielu ekspertyz, zaś wnioski wyprowadzone z sekcji zwłok ofiar są poprawne, nawet wedle wiedzy i standardów współczesnej medycyny sądowej.
W 1990 roku prokurator Lew Iwanow opublikował w prasie artykuł, w którym przeprosił rodziny ofiar za wprowadzenie ich w błąd. Wyjaśnił, że przekazane krewnym informacje nie były zgodne z prawdą. Wskazał również nazwiska osób, które znały przyczynę tragedii. Byli to: prokurator rejonowy N. Klim, Andriej Kirilenko i Afanasij Jesztokin.

## Wyniki pracy dziennikarzy śledczych
Do 28 maja 2009 roku akta śledcze sprawy nie były publicznie dostępne i tylko nieliczne osoby mogły się z nimi zapoznać, co praktycznie uniemożliwiało pracę dziennikarzom śledczym i historykom. Niejasna numeracja akt sprawy oraz jej braki w wielu miejscach również stanowiły przeszkodę w poszukiwaniu materiału dowodowego.
Po 2009 roku rosyjscy dziennikarze śledczy dotarli do materiałów operacyjnych Ministerstwa Spraw Wewnętrznych, dotyczących Aleksandra Kolewatowa i Siemiona Zołotariowa. Na podstawie rozmów z krewnymi ofiar ustalili, iż zawarty w protokole sekcji zwłok Siemiona Zołotariowa opis wyglądu ofiary nie odpowiada rysopisowi Siemiona. Według protokołu, Siemion miał 3 tatuaże i wstawione złote zęby, czemu zdecydowanie zaprzeczała jego rodzina.
W kwietniu 2018 roku została przeprowadzona ekshumacja jego szczątków. Na podstawie badań DNA ustalono, że w grobie Siemiona Zołotariowa został pochowany mężczyzna o nieznanej tożsamości. Z archiwalnej dokumentacji cmentarzy w Jekaterynburgu wynika, że pogrzeb Siemiona Zołotoriowa nigdy nie odbył się w tym mieście.
Polska dziennikarka śledcza, która odczytała z rękopisu dziennik prowadzony w czasie wyprawy przez Zinaidę Kołmogorową, zwróciła uwagę na jego niezgodność z treścią dziennika Kołmogorowej, znajdującym się w aktach śledczych. Opisała również niezgodności pomiędzy rozmieszczeniem plam opadowych na ciałach ofiar, a pozycją znalezienia zwłok.
Dziennikarze śledczy, którzy zapoznali się z aktami sprawy, podnosili również kwestię niezgodności daty znalezienia zwłok i namiotu turystów oraz daty rozpoczęcia śledztwa, która przypada na 6 lutego 1959 roku, to jest trzy tygodnie wcześniej, niż faktycznie powinno się rozpocząć.
Poważną przeszkodę w badaniu tragedii stanowi nieudostępnianie dziennikarzom niektórych państwowych informacji niejawnych (ros. государственная тайна, tajemnica państwowa), np. o pracy zawodowej Aleksandra Kolewatowa i ofiar zatrudnionych w zakładzie atomowym Majak. Niektórzy świadkowie wydarzeń z 1959 roku już nie żyją. Większość osób, która zeznawała w prokuraturze, podpisała oświadczenie o zachowaniu poufności.

## Wznowienie śledztwa przez Prokuraturę Obwodu Swierdłowskiego
1 lutego 2019 r. sekretarz prasowy Biura Prokuratora Generalnego Federacji Rosyjskiej Aleksander Kuriennoj ogłosił, że Prokuratura Obwodu Swierdłowskiego, w porozumieniu z Prokuratorem Generalnym Federacji Rosyjskiej Jurijem Czajką, od sierpnia 2018 r. bada akta w sprawie śmierci Diatłowców. Jak stwierdził Kuriennoj, celem śledztwa jest pozostawienie tylko jednej z 75 istniejących wersji śmierci grupy. Wszystkie wersje śmierci grupy Diatłowa, które weźmie pod uwagę prokuratura, wiążą się wyłącznie ze zjawiskami naturalnymi. Według niego, w drugiej dekadzie marca 2019 r. pracownicy Prokuratora Generalnego Federacji Rosyjskiej, zamierzają udać się na miejsce zdarzenia, gdzie razem z ekspertami w dziedzinie geodezji, kartografii i geologii przeprowadzą niezbędne badania.

## Hipotezy
Śledztwo prowadzone w sprawie tragedii nie dało jednoznacznej odpowiedzi w zakresie jej przyczyn. Objęcie akt zamkniętą klauzulą na 50 lat spowodowało, że wielu historyków, dziennikarzy śledczych, publicystów i internautów formułowało własne hipotezy. W Jekaterynburgu działa Fundacja Pamięci Grupy Diatłowa, prowadzona przez Jurija Kuncewicza, która zajmuje się badaniem tragedii oraz gromadzeniem wszelkich materiałów i publikacji.
| Rodzaj hipotez                          | Charakterystyka |
| --------------------------------------- | --- |
| Hipotezy naturalne                      | Hipotezy tłumaczą tragedię na przełęczy zjawiskami naturalnymi, takimi jak: zejście lawiny, huraganowy wiatr, atak dzikich zwierząt, wystąpienie infradźwięków lub upadek meteorytu. |
| Hipotezy kryminalne                     | W koncepcjach uwzględnia się charakter sprawy, prowadzonej przez prokuraturę (śledztwo zostało oznaczone w aktach jako „sprawa kryminalna”). Badacze sugerują zabójstwo z rąk ludu Mansów, więźniów uralskich łagrów lub tak zwanego eskadronu śmierci, to jest żołnierzy, których zadaniem było chwytanie więźniów zbiegłych z uralskich łagrów. Uwzględniono również możliwość, iż hipotetyczni zabójcy wchodzili w skład grupy, a przyczyną tragedii była bójka między turystami. |
| Hipotezy związane z techniką i wojskiem | Wedle wspomnianej koncepcji przyczyną śmierci turystów były prowadzone na Uralu operacje wojskowe, testy broni lub awaria rakiety. Twórcy hipotez powołują się na wyniki sekcji zwłok ofiar, w których zaobserwowano oznaki toksycznego obrzęku płuc a specjalista ds. medycyny sądowej, przeprowadzający sekcje zwłok turystów, porównał obrażenia ofiar znalezionych w jarze do urazów powstałych przy powietrznej fali detonacyjnej.                                              |
| Hipotezy związane z zimną wojną         | Podstawą sformułowania hipotez były życiorysy niektórych ofiar. Koncepcja powiązania ofiar z wywiadem lub kontrwywiadem oraz ich przynależności do KGB została szerzej opisana w książce Aleksieja Rakitina Śmierć idąca po śladzie… (Смерть, идущая по следу…). |

Do najpopularniejszych hipotez należą:
- Atak Mansów. Mansowie, poirytowani faktem, że wędrowcy wkroczyli na ich tereny, mogli w nocy zaatakować obozowisko, by przegonić intruzów. Jednak wcześniej podobnych zachowań w tym rejonie nie stwierdzano. Mansowie generalnie nie przejawiali agresji wobec nieuzbrojonych obcych wędrujących przez ich tereny, a dodatkowo nie stwierdzono żadnych śladów, wskazujących na to, że tragicznej nocy na przełęczy był ktokolwiek inny poza ekspedycją Diatłowa. Liczne przesłuchania Mansów prowadziły do wniosku, że miejscowy lud nie wchodził w konflikty z lokalnymi Rosjanami ani turystami, a wręcz żył z nimi w przyjaznych stosunkach[6].
- Lawina. Członkowie ekspedycji, słysząc w nocy podejrzany hałas, mogli uznać go za dźwięki nadchodzącej lawiny i w pośpiechu opuścić namiot. W powiązaniu z inną teorią, uważano, że nad obozowiskiem mógł w nocy przelecieć wojskowy samolot odrzutowy; hałas silnika mógł być błędnie zinterpretowany jako huk schodzącej lawiny. Jednakże stok, na którym ekspedycja rozbiła namiot, był zbyt płaski, by mogła z niego zejść lawina. Diatłow, jako doświadczony przewodnik górski ustawił namiot ekspedycji w miejscu, gdzie zagrożenia lawinowego teoretycznie nie było. W miejscu tragedii nie było też żadnych śladów, wskazujących na zejście lawiny. Dodatkowym argumentem obalającym hipotezę lawiny był fakt poruszany przez śledczych, że kijki od nart i namiotu w momencie odnalezienia miejsca tragedii przez grupę poszukiwawczą wciąż znajdowały się w pozycji pionowej[6], więc nie mogły być powalone przez lawinę.
- Wojskowe eksperymenty lub ćwiczenia. Członkowie innej ekspedycji, przebywającej w tym czasie 50 kilometrów na południe od przełęczy, opowiadali o dziwnych pomarańczowych kulach, jakie widzieli na niebie na północ od swojej pozycji. Ponadto ubrania niektórych ofiar wykazywały znaczną radioaktywność. Członkowie rodzin ofiar twierdzili, że oddane im ciała miały nietypowy, pomarańczowy odcień skóry, a w rejonie Chołatczachlu znaleziono sporo części jakiegoś tajemniczego urządzenia. Przyczyniło się to do powstania hipotezy, jakoby w rejonie góry Otorten wojsko prowadziło loty ćwiczeniowe, bądź testowało nowe samoloty odrzutowe czy nowe rodzaje broni, co przyczyniło się do tragedii. Teoria ta została odrzucona przez wojskowych: choć obecnie nad rejonem Chołatczachlu przebiega cywilny korytarz powietrzny, w 1959 roku nie był on jeszcze wytyczony. Północny Ural leżał w głębi terytorium ZSRR i w jego pobliżu nie było żadnych baz lotniczych; rozmieszczone były one bliżej granic Związku Radzieckiego, by w razie zagrożenia móc je odeprzeć, nim dosięgnie ono terytorium ZSRR. Najbliższa baza lotnicza znajdowała się w pobliżu Swierdłowska, ponad 600 km od miejsca tragedii. Stacjonujące tam wówczas samoloty Jak-9 i MiG-15 nie mają wystarczającego zasięgu, by dotrzeć w rejon góry Otorten i powrócić do bazy. W miejscowości Iwdiel znajdowały się samoloty, ale były to cywilne maszyny An-2. Poligon, gdzie Armia Radziecka testowała nowe samoloty, mieścił się w mieście Żukowskij pod Moskwą. Nowe rodzaje uzbrojenia testowano zaś we Władimirowce pod Astrachaniem. Wojsko nie prowadziło żadnych testów w trudno dostępnych rejonach Uralu, gdzie odzyskanie ewentualnych szczątków maszyny bądź pocisku byłoby niezwykle trudne i kosztowne. Radioaktywność obecna na ubraniach niektórych ofiar mogła być efektem przypadkowego skażenia w Uralskim Instytucie Politechnicznym; źródłem skażenia był potas-40[potrzebny przypis], rzadki izotop promieniotwórczy niestosowany do celów wojskowych. Tajemniczy odcień skóry ofiar, o jakim mówili członkowie ich rodzin, mógł być efektem oparzenia słonecznego lub zmian pośmiertnych. Tajemnicze części urządzenia odnalezione na górze okazały się częściami starej, nieużywanej od lat wieży radarowej.
- Deska śnieżna – Jewgenij Bujanowow przeprowadził śledztwo[3], w wyniku którego doszedł do wniosku, że namiot został zasypany niewielką lawiną (zsunięcie się deski śnieżnej), która spowodowała obrażenia głów i klatek piersiowych niektórych uczestników oraz zasypała część ekwipunku i ubrań. Członkowie ekspedycji postanowili wrócić do schronu postawionego dzień wcześniej, w którym zostawili jedzenie, drewno i zapasowy sprzęt na drogę powrotną, ale pomylili drogę i zeszli do sąsiedniej doliny, gdzie zmarli z wychłodzenia. Teza ta w ostatnich latach uważana jest za najbardziej prawdopodobne wyjaśnienie przyczyny tragedii[48].

Tragedia na Przełęczy była również podstawą do sformułowania hipotez bazujących na kryptozoologii lub zjawiskach paranormalnych. W 2014 roku ukazał się film dokumentalny Zagadka rosyjskiego Yeti, w którym amerykański podróżnik i wspinacz Mike Libecki stawia hipotezę, że grupę Diatłowa zabił tytułowy yeti.

## Próby rekonstrukcji wydarzeń
W książce Tajemnica śmierci grupy Diatłowa Jewgienij Bujanow i Borys Słobcow dokonali próby rekonstrukcji chronologii wydarzeń. Nad ranem 2 lutego 1959 roku grupa turystów nagle, w pośpiechu opuściła namiot; zamiast go rozwiązać, przecięła jego bok. Studenci i przewodnik – część z nich ubrana, część w strojach mniej lub bardziej niekompletnych – dotarła do rosnącej około 1,5 km od namiotu wielkiej sosny, na krawędzi lasu, nieco poniżej namiotu. Pozostali tam przez około dwie godziny, rozpalając ognisko. Kompletnie ubrani wędrowcy pożyczyli niektóre części garderoby niekompletnie ubranym. Połamane gałęzie wskazywały, że studenci wspinali się na sosnę, prawdopodobnie by zobaczyć, co dzieje się z porzuconym namiotem. Być może lekkie pęknięcie czaszki jednego z nich było spowodowane upadkiem. Gdy Kriwoniszczenko i Doroszenko zmarli z wyziębienia, Diatłow, Kołmogorowa i Słobodin podjęli próbę dotarcia do namiotu; cała trójka zamarzła po drodze. Pozostali, po zabraniu zmarłym niezbędnych części odzieży (Dubinina miała stopy owinięte spodniami Kriwoniszczenki), zdecydowali się skryć głębiej w lesie, gdzie, błądząc w mroku, wpadli do jaru. Thibeaux-Brignolle zginął od razu; wkrótce po nim na skutek wychłodzenia i odniesionych obrażeń zmarła Dubinina. Zołotariow, chcąc się ogrzać, zabrał jej kurtkę; wkrótce jednak podzielił jej los. Niedługo potem z wyziębienia zmarł Kolewatow.
Inną wersję wydarzeń zaproponował Wiktor Malginow. Jego zdaniem, sposób opuszczenia namiotu oraz rany osób z jaru wskazują, iż na Przełęczy miała miejsce seria wybuchów. Eksplozje mogły być przyczyną opuszczenia namiotu, jak i tego, że turyści nie kierowali się w stronę bezpiecznego szałasu, tylko do nieznanego im lasu. Ostatni wybuch zabił osoby w jarze. Podobnego zdania był Anatolij Guszczin, dziennikarz z Jekaterynburga, autor dwóch książek o Przełęczy Diatłowa. W jego opinii turyści zginęli na skutek testów broni, a przyczynę śmierci ofiar z jaru stanowiła eksplozja.
Próby rekonstrukcji wydarzenia mają charakter teoretycznych hipotez z uwagi na brak świadków i możliwości weryfikacji.

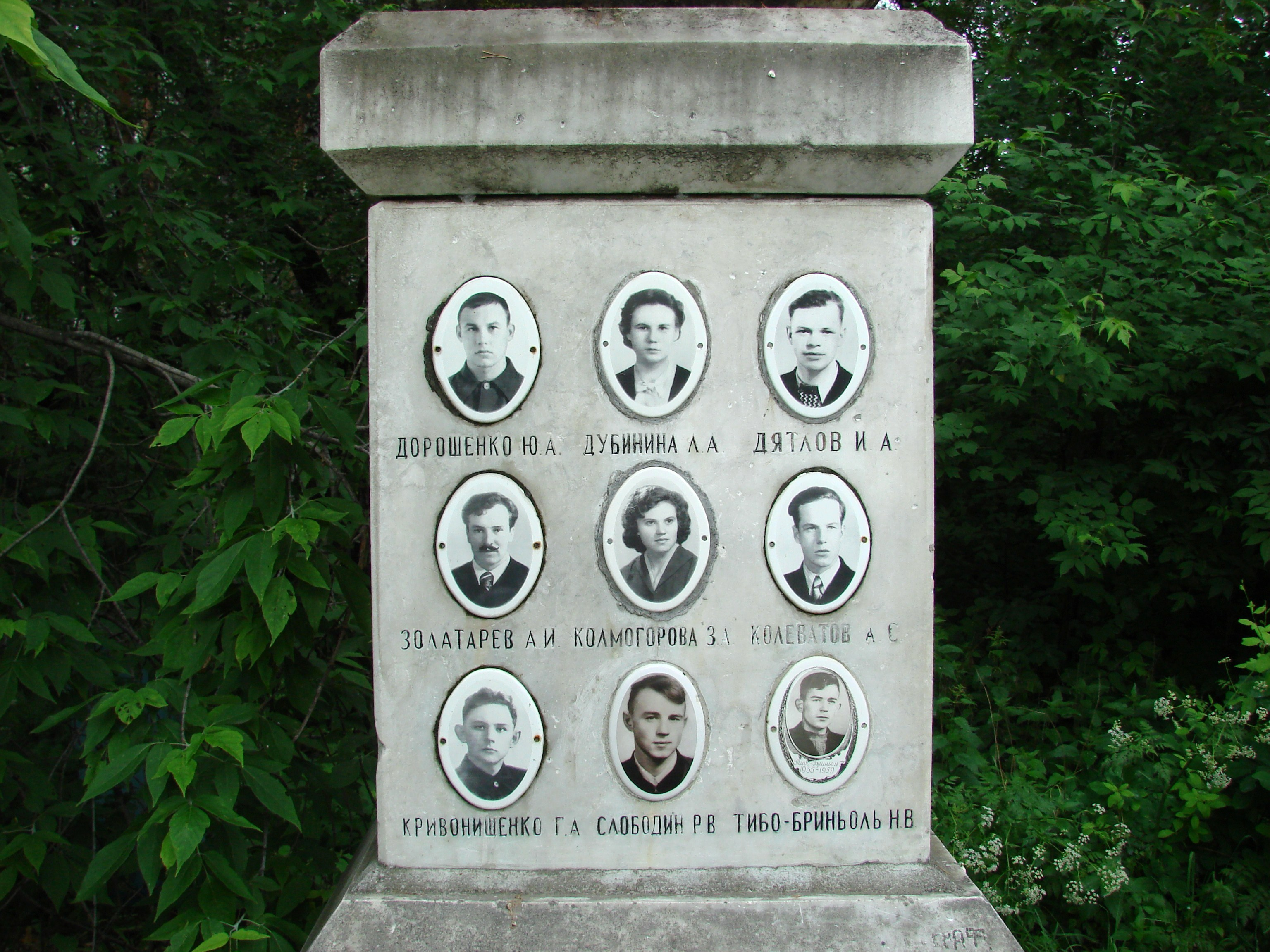
Grób dziewięciorga zmarłych na cmentarzu Michajłowskim w Jekaterynburgu

## Kontrowersje dotyczące ruchu turystycznego
Popularność tragedii w popkulturze przyczyniła się do rozwoju ruchu turystycznego, którego celem było odwiedzenie miejsca wydarzeń. W latach 2014–2016 w okolicy Przełęczy i wiodącej do niej tajgi uralskiej, wydarzyło się kilkadziesiąt niebezpiecznych incydentów, zaś w styczniu 2016 roku znaleziono zwłoki pierwszej ofiary śmiertelnej wspomnianego zjawiska. Mężczyzna zmarł w namiocie na skutek wychłodzenia. Od 2014 roku lokalne władze musiały pokrywać koszty licznych akcji ratunkowych połączonych z użyciem śmigłowca i transportem rannych do szpitala. Kilku zagranicznym turystom lekarze byli zmuszeni amputować odmrożone palce.
19 stycznia 2016 roku Rosyjska Agencja Informacyjna poinformowała, iż decyzją miejscowych władz, teren został na stałe zamknięty dla ruchu turystycznego w okresie jesienno-zimowym. Złamanie zakazu jest jednoznaczne z naruszeniem prawa obowiązującego w Federacji Rosyjskiej i podlega surowym karom. Koszty udzielenia pomocy turystom naruszającym prawo nie mogą zostać pokrywane z ich ubezpieczenia. Turystyczne wyprawy do miejsca tragedii w okresie wiosenno-letnim są krytykowane przez badaczy tragedii i Fundację Pamięci Grupy Diatłowa w związku z nieodpowiednim zachowaniem turystów i rozkradaniem pamiątek, zgromadzonych na Przełęczy.

## Literatura
W 1967 roku Jurij Jarowoj, dziennikarz ze Swierdłowska, napisał książkę Wysszej katiegorii trudnosti (ros. Высшей категории трудности), opartą na wydarzeniach grupy Diatłowa. Zebrał on również spory zbiór dokumentów i zdjęć związanych ze sprawą. Gdy w 1980 roku zginął w wypadku drogowym, jego zbiory zaginęły, co spowodowało pojawienie się kolejnych spiskowych teorii – choć jak się okazało same okoliczności wypadku nie budziły wątpliwości, a zawartość mieszkania mieszkającego samotnie Jarowoja po jego śmierci po prostu wywieziono w całości na wysypisko śmieci.
Od 2000 roku z czasopiśmie „Ural” Anna Matwiejewa rozpoczęła cykliczny druk publikacji Przełęcz Diatłowa (ros. Перевал Дятлова), wydanej następnie w wersji książkowej, w której scharakteryzowała 16 najpopularniejszych hipotez dotyczących tragedii.
W 2013 roku ukazała się publikacja Aleksieja Rakitina Śmierć idąca po śladzie… (ros. Смерть, идущая по следу…). Autor łączył tragedię z operacjami wywiadu i kontrwywiadu oraz operacjami szpiegowskimi z czasów zimnej wojny.
W 2011 Jewgienij Bujanow i Borys Słobcow wydali książkę Tajemnica śmierci grupy Diatłowa (ros. Тайна гибели группы Дятлова). Przedstawili w niej hipotezę, według której przyczyną tragedii było zejście tzw. deski śnieżnej lub osunięcie się na namiot niewielkiej lawiny, które wynikało z nadejścia gwałtownego frontu arktycznego i huraganowego wiatru. Hipoteza spotkała się z krytyką osób, które brały udział w ekipie poszukiwawczej w 1959 roku. Podnoszono między innymi fakt, iż wokół namiotu turystów stały wbite w śnieg kije do nart i narty, które nie zostały przewrócone przez masy śniegu. Z badań przeprowadzonych przez Wiktora Popownina, docenta Wydziału Geografii, nachylenie zbocza było zbyt małe, aby opisane w publikacji zjawisko mogło wystąpić. Z sekcji zwłok niektórych ofiar wynika, że zmarły one wcześniej, niż czas niezbędny do pokonania odległości dzielącej namiot od miejsca, gdzie znaleziono ich zwłoki.
W 2013 roku Donnie Eichar, amerykański producent filmowy, wydał książkę Dead Mountain: The Untold True Story of the Dyatlov Pass Incident, w której postawił hipotezę, że za opuszczenie namiotu w panice przez uczestników wyprawy odpowiedzialne były infradźwięki. Generowane miały być one przez wiatr i ukształtowanie terenu, które stworzyło ścieżkę wirową von Kármána. Eichar wykluczył jednocześnie wojskowe i ponadnaturalne przyczyny wypadku.
W 2015 roku Oleg Archipow wydał publikację Specjaliści ds. medycyny sądowej w śledztwie o śmierci grupy Diatłowa (ros. Судмедэксперты в Деле группы Дятлова). Książka charakteryzuje stan wiedzy medycyny sądowej i metody pracy z 1959 roku. Wedle ustaleń autora wnioski wyprowadzone z sekcji zwłok ofiar nie zawierają błędów, które mogłyby w istotny sposób wpłynąć na wynik śledztwa.
W 2020 roku ukazała się książka autorki Alice Lugen zatytułowana Tragedia na przełęczy Diatłowa. Historia bez końca. Jest ona podsumowaniem stanu wiedzy na temat wydarzeń i śledztwa do 2020 roku oraz opisuje tło historyczno-kulturowe z uwzględnieniem realiów radzieckiego ustroju politycznego i zawirowań w dokumentacji związanych z chaosem w okresie tragedii i śledztwa. Książka powstała w oparciu o materiały dostępne w Fundacji Pamięci Grupy Diatłowa, honorującej pamięć o zmarłych turystach. Został w niej opisany wątek próby przypisania zbrodni Mansom spowodowany niechęcią władz sowieckich do tychże ludów. Ich liczne przesłuchania udowadniały, że Mansowie ani nie uznawali pobliskich gór za miejsce święte, a także te ludy żyły w zgodzie z okolicznymi mieszkańcami i turystami. Autorka porusza wątek Siemiona Zołotariowa, jego niejasnego pochodzenia i przeszłości, a także wspomina o dwóch sprzecznych wynikach sekcji jego ekshumowanych zwłok. Autorka przytacza również wątki nieujęte w śledztwie i których nie ma możliwości obecnie zbadać ze względu na brak świadków. Są to: zeznania radzieckiego żołnierza, który miał pojawić się na miejscu tragedii około dwa tygodnie przed przybyciem ekspedycji ratunkowej, a także zeznanie, że według wstępnych zeznań do prosektorium zostało przywiezionych jedenaście ciał z miejsca tragedii a nie dziewięć, jak ostatecznie ujęto w protokole z akt sprawy.

## Tragedia na Przełęczy Diatłowa w popkulturze
Do tragedii nawiązują:
- Film w reżyserii Renny’ego Harlina Tragedia na Przełęczy Diatłowa
- Wydana przez polskie studio IMGN.pro gra Kholat[59]
- Album Sorni Nai zespołu folk doom post-metalowego Kauan
- Mini-album „1959” zespołu black metalowego Ellorsith
- Album Mount Otorten artysty post-metalowego Sludge Factory[60]
- Album 1079 zespołu metalowego Salantina, nagrany w 2011 roku[61]
- Serial telewizyjny Martwa góra: Tragedia na Przełęczy Diatłowa z 2020 roku[62].
- Przygoda do gry fabularnej Zew Cthulhu Prisoners’ Dilemma opublikowana w 2021[63].
- Książka Krzysztofa Domaradzkiego Przełęcz z 2022 roku[64].